# Джунгляк мангровий
Джунгляк мангровий (Pellorneum rostratum) — вид горобцеподібних птахів родини Pellorneidae. Мешкає в Південно-Східній Азії.

## Опис

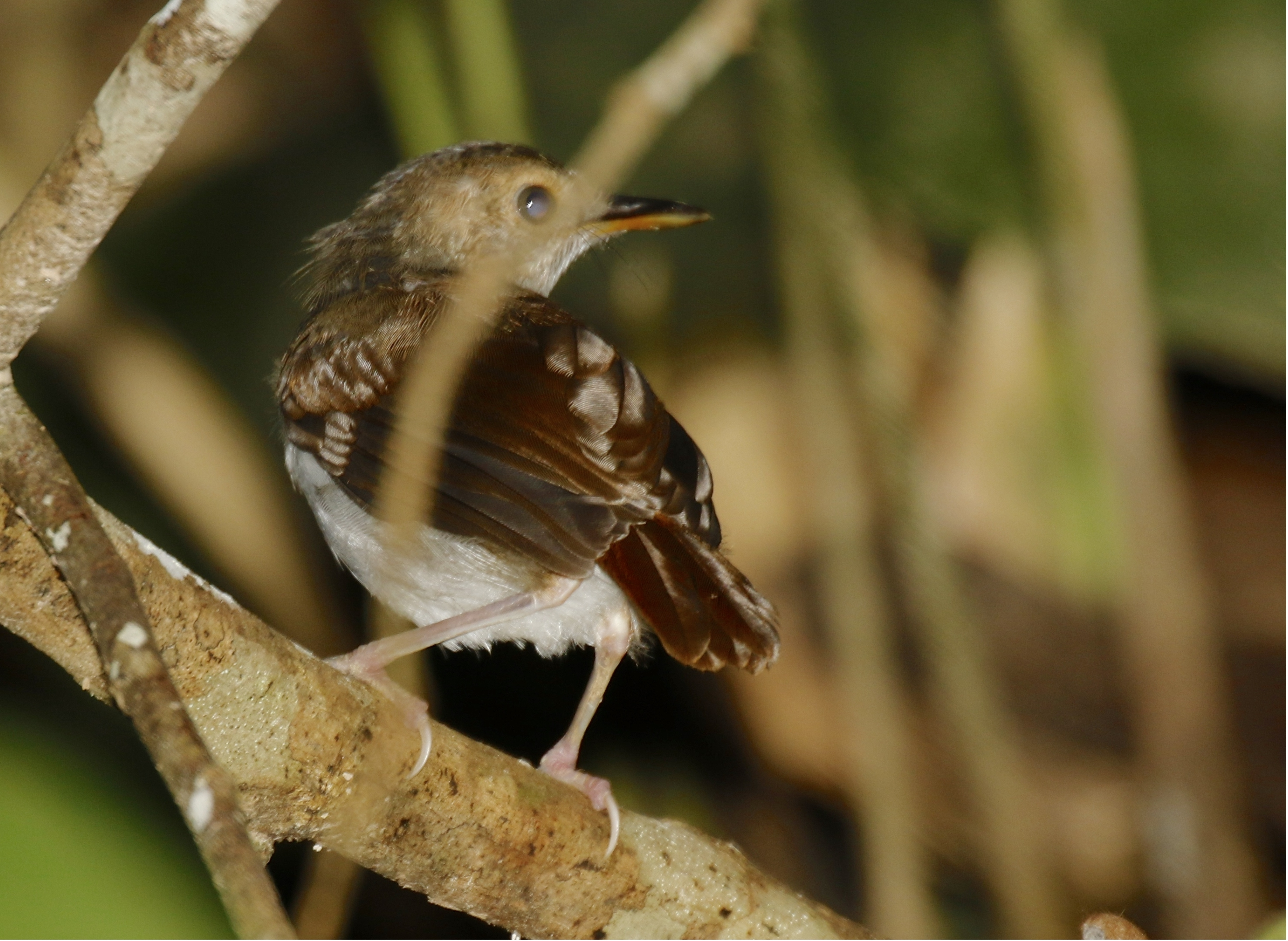
Мангровий джунгляк

Довжина птаха становить 15 см. Верхня частина тіла коричнева. Края крил рудуваті або каштанові. Нижня частина тіла білувата, груди і боки світло-сірі. Обличчя охристе. Хвіст відносно кориткий, дзьоб довгий, вузький, на кінці вигнутий.

## Підвиди
Виділяють два підвиди:
- P. r. rostratum (Blyth, 1842) — Малайський півострів, Суматра і острів Белітунг;
- P. r. macropterum (Salvadori, 1868) — Калімантан і острів Банггі[en].

## Поширення і екологія
Мангрові джунгляки мешкають у вологих рівнинних тропічних лісах, в мангрових і заболочених лісах та в чагарникових заростях. Зустрічаються на висоті до 200 м над рівнем моря. Живляться комахами, яких шукають на землі поблизу води. Сезон розмноження триває з березня по червень. Гніздо чашоподібне, розміщується на висоті від 0,4 до 1,2 м над землею. В кладці 2 яйця.

## Збереження
МСОП класифікує стан збереження цього виду як близький до загрозливого. Мангровим джунглякам загрожує знищення природного середовища.